# Pascal Estrada
Pour les articles homonymes, voir Estrada.
 (août 2023).
Pascal Estrada, né le 12 mars 2002 à Linz, est un footballeur autrichien qui joue au poste de défenseur central au SC Rheindorf Altach.

## Biographie

### Carrière en club
Né à Linz en Autriche, Pascal Estrada est passé par plusieurs clubs autrichiens dans sa région natale, avant d'intégrer le centre de formation des Wolverhampton Wanderers en Angleterre à l'été 2018,. 
Il fréquente alors les différentes équipes de jeunes des Wolves, jusqu'à s'imposer avec les moins de 23 ans, s'entrainant également régulièrement avec l'effectif professionnel qui joue la premier league,.
À l'été 2022, il rejoint l'Olimpija Ljubljana, où il commence sa carrière professionnelle en championnat de Slovénie. Il joue son premier match avec l'équipe première du club le 7 juillet 2022, lors d'une victoire 2-0 contre Mura en championnat,.
Estrada est sacré champion de Slovénie lors de la saison 2022-23,.
Le 6 février 2024, Estrada est transféré au SC Rheindorf Altach où il signe un contrat jusqu'en 2026 avec une saison supplémentaire en option.

### Carrière en sélection
En septembre 2022, Pascal Estrada est international avec l'équipe d'Autriche des moins de 18 ans puis les espoirs autrichiens.

## Palmarès
Olimpija Ljubljana
- Championnat de Slovénie (1) :
  - Champion en 2022-23
- Coupe de Slovénie (1) :
  - Champion en 2022-2023